# Norðurfjörður
Norðurfjörður (in lingua islandese: Fiordo del Nord) è un fiordo situato nella parte orientale della regione dei Vestfirðir, i fiordi occidentali dell'Islanda.

## Descrizione
Il Norðurfjörður è un piccolo fiordo situato nella contea di Strandasýsla, nella parte orientale dei Vestfirðir. A nord la penisola di Munaðarnes, che termina con il promontorio Krossnes, separa il fiordo dall'Ingólfsfjörður; a sud è delimitato dalla baia di Trékyllisvík e a ovest dalla baia dell'Húnaflói. Ha una lunghezza di 2 km e una larghezza di 1,3 km. I monti Krossnesfjall e Kálfatindar che contornano il fiordo, si elevano fino a 646 metri di altezza.
La maggior parte delle case nella zona sono abbandonate, ma alcune vengono utilizzate come residenze estive; un piccolo negozio viene aperto durante la bella stagione. Una piscina di acqua calda proveniente da sorgenti termali, la Krossneslaug, si trova sulla promontorio di Krossnes, sulla sponda settentrionale, a pochi passi dall'Oceano.

## Vie di comunicazione
Il Norðurfjörður si raggiunge attraverso la strada 643 che attraversa la valle del Meladalur in direzione dell'Ingólfsfjörður, diventando poi strada sterrata fino all'Ófeigsfjörður; non essendo né asfaltata né soggetta a manutenzione durante l'inverno, questa strada è percorribile solo dal 1º aprile al 31 dicembre e per percorrerla è consigliabile una vettura a trazione integrale. In passato c'era un autobus che raggiungeva il fiordo una volta alla settimana, ma ora è stato sospeso.